# Nikolái Slichenko
Nikolái Alekséyevich Slichenko (en ruso: Никола́й Алексе́евич Сличе́нко; Bélgorod, Unión Soviética, 27 de diciembre de 1934 - Moscú, Rusia, 2 de julio de 2021) fue un cantante, actor y director de teatro ruso de origen gitano. Recibió la condecoración de Artista del pueblo de la URSS en 1981.

## Biografía
Nació en el área de Bélgorod, Rusia, en una familia de la comunidad gitana. Parte de su infancia pasó durante la Segunda Guerra Mundial. Durante la guerra, perdió a muchos parientes. En particular, cuando era un niño, su padre fue fusilado ante sus ojos en 1942. Después de la guerra, la familia Slichenko se estableció en una granja colectiva romaní en el óblast de Vorónezh. Los adolescentes tenían que trabajar igual que los adultos. Ese fue el momento en que oyó hablar de un teatro romaní en Moscú y había soñado con actuar en su escenario.
En 1951 fue aceptado en el Teatro Romen. El talentoso chico llamó la atención de los principales maestros de teatro. Ciertamente, no le facilitaron las cosas: empezó como la mayoría, como actor auxiliar. Fue primero encargado de un papel principal ya en 1952, cuando aún no tenía 18 años de edad. Esto fue en el momento en que el teatro dejó a Zagorsk (actual Sérguiev Posad).
Después de la obra a la que Slichenko recibió la atención como un actor capaz. El teatro comenzó a involucrarlo en el repertorio actual. En total, en el momento en que desempeñó más de 60 funciones en su teatro nativo, y también participó en un número de películas populares.
En 1977, Nikolái Slichenko se convirtió en el director principal del Teatro Romen. Para ello, completó los Cursos Superiores para Directores en la Academia Rusa de Artes Teatrales en 1972.
El 4 de diciembre de 1998, una estrella con el nombre de Nikolái Slichenko fue colocada en la Plaza de la Estrella en Moscú.